# 창원군 을
창원군 을은 대한민국의 옛 국회의원 선거구이다. 당시 경상남도 창원군의 일부 지역을 관할했다.

## 역사
제헌 국회의원 선거를 앞두고 창원군의 일부 지역을 관할하는 선거구로 신설되었다.
제6대 국회의원 선거를 앞두고 진해시 선거구, 창원군 갑 선거구와 통합되어 진해시·창원군 선거구를 이루게 됨에 따라 폐지되었다.

## 역대 국회의원
| 선거   | 정당 | 정당   | 의원   |
| ------ | ---- | ------ | ------ |
| 1948년 |      | 무소속 | 주기용 |
| 1950년 |      | 무소속 | 김봉재 |
| 1954년 |      | 자유당 | 이용범 |
| 1958년 |      | 자유당 | 이용범 |
| 1960년 |      | 무소속 | 김봉재 |

## 역대 선거 결과

### 대한민국 제헌 국회의원 선거
|  | 39.28% |

|  | 32.89% |

|  | 13.87% |

|  | 7.64% |

|  | 6.29% |

### 대한민국 제2대 국회의원 선거
|  | 18.99% |

|  | 17.92% |

|  | 16.34% |

|  | 15.61% |

|  | 11.15% |

|  | 8.34% |

|  | 6.16% |

|  | 3.01% |

|  | 2.43% |

### 대한민국 제3대 국회의원 선거
|  | 61.29% |

|  | 30.12% |

|  | 3.39% |

|  | 2.57% |

|  | 1.79% |

|  | 0.81% |

### 대한민국 제4대 국회의원 선거
|  | 67.86% |

|  | 32.13% |

### 대한민국 제5대 국회의원 선거
|  | 18.11% |

|  | 15.95% |

|  | 15.69% |

|  | 15.28% |

|  | 14.37% |

|  | 9.47% |

|  | 5.03% |

|  | 4.19% |

|  | 1.01% |

|  | 0.84% |